# Garpenberg
Garpenberg ist ein Ort (Tätort) in der schwedischen Provinz Dalarnas län und der historischen Provinz Dalarna. Er liegt in der Gemeinde Hedemora und liegt etwa acht Kilometer östlich vom Hauptort Hedemora entfernt.
Mehrere Landstraßen (Länsväg) führen durch Garpenberg: W 732,  W 735, W 738, W 740, W 745 und W 746 – eine Bahnverbindung nach Fors besteht seit 1966 nicht mehr. Die Einwohnerzahl von Garpenberg hat sich seit 1960 mehr als halbiert.

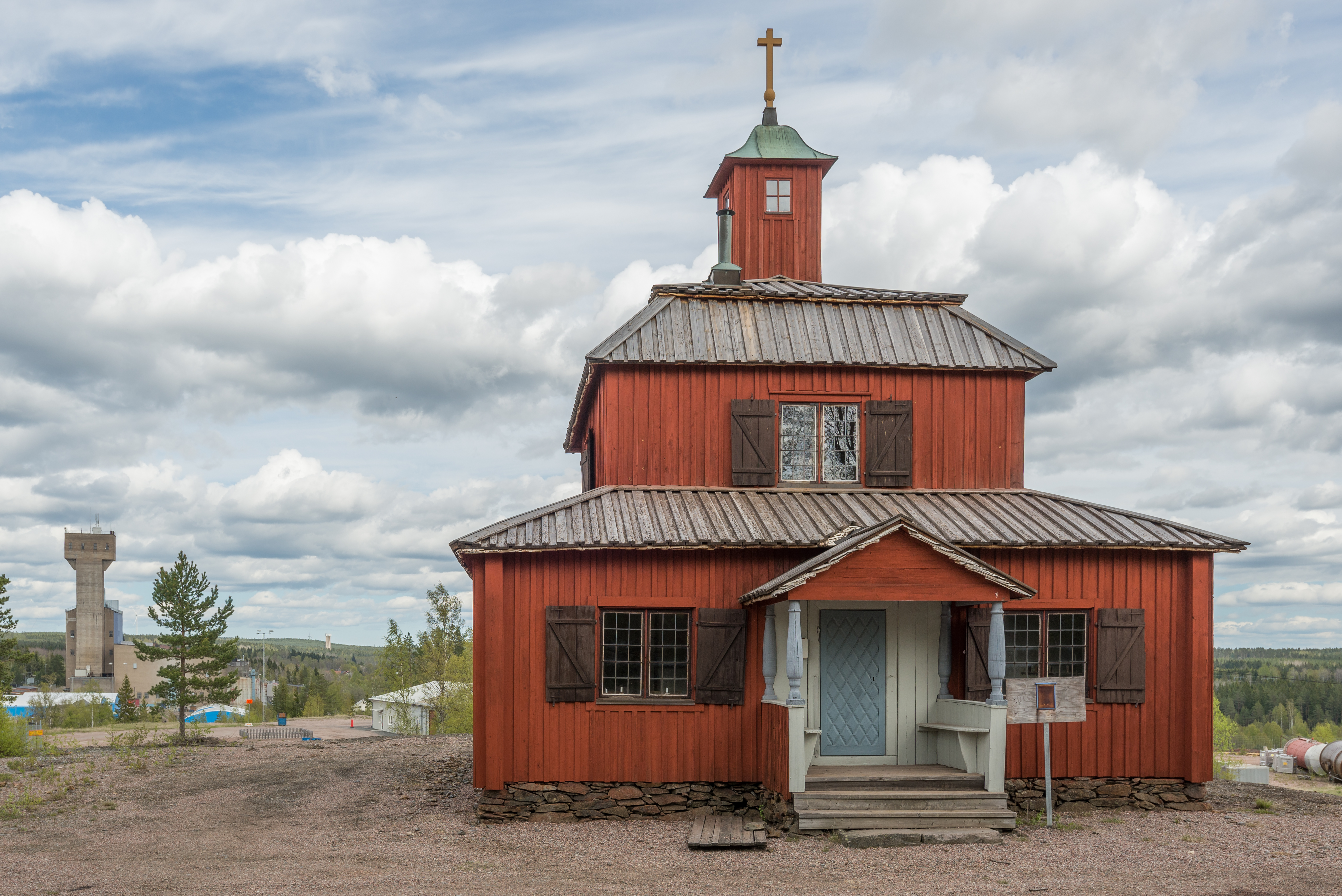
Garpenbergs gruvkapell
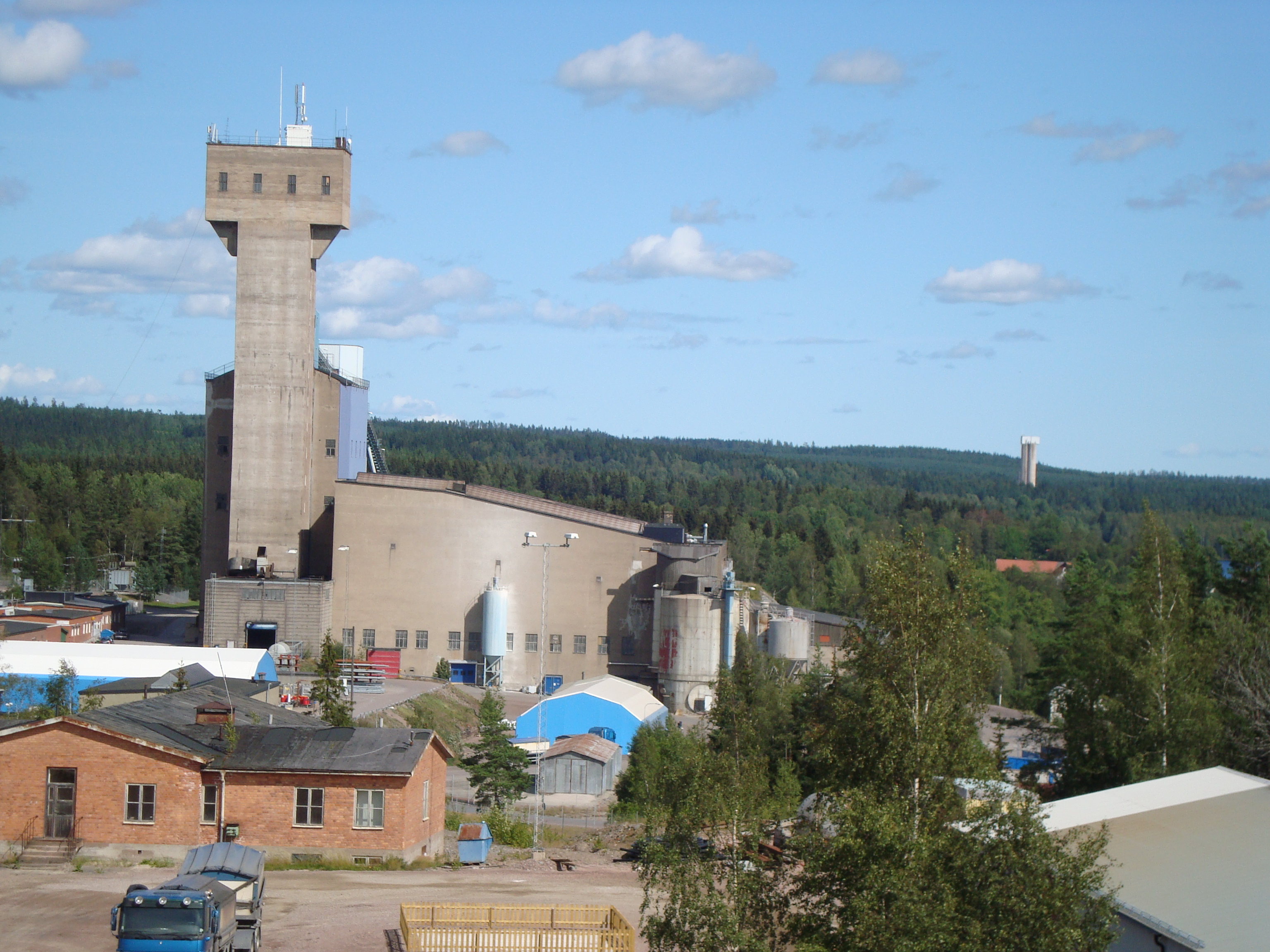
Südliche Grube
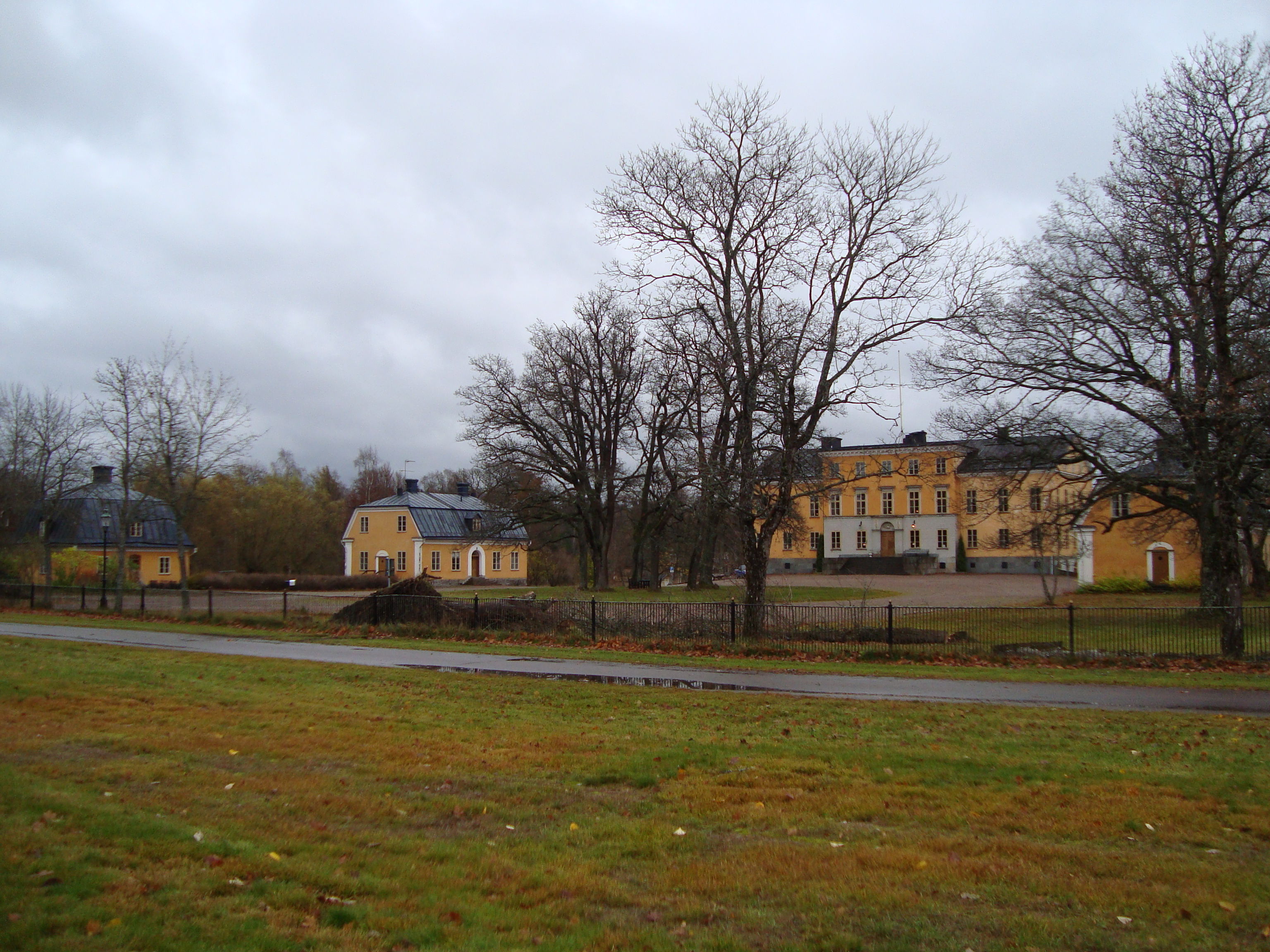
Herrenhaus